# أتحدى الدقيقة
أتحدى الدقيقة - مينت تو وين إت برنامج مسابقات وتحدي، يتبرى من خلاله المشتركون في تنفيذ عددالألعاب التي تحتاج إلى التركيز والصبر ضمن مدة زمنية وجيزة ومحددة.
هذه النسخة مشتركة ما بين مصر ولبنان من البرنامج الأمريكي الشهير "Minute to win it"، التي أنتجت مناصفتا بين قناتي النهار المصرية وإم تي في اللبنانية. تولى التقديم الإعلامي اللبناني وسام بريدي.
بدأ الموسم الأول من البرنامج في الأول من أيار واستمر حتى 13 حزيران 2014. الجائزة المقدمة بلغ قدرها 150.000 دولار أمريكي ما يعادل مليون جنيه مصري.
عرضت سابقا النسخة العربية الموجهة لكل الدول العربية من هذه المسابقة تحت مسمى «للزمن ثمن» على قناة إم بي سي 1، قدمها الممثل الكويتي عبد الله الطلحي. لكن لم تحقق النجاح المنتظر لسوء التقديم وسوء اختيار المشتركين.

## فكرة البرنامج
في كل حلقة، المتسابقون يواجهون عشرة مهام مختلفة، مصنوعة من مواد بسيطة ومتوفرة في منازلنا وحياتنا اليومية. كلما تقدم المتسابق في تنفيذ المهام، كلما أزدادت صعوبتها وقيمتها. والمهام يتم اختيارها للمتسابق من قبل الفريق المعد للبرنامج.
لدى كل متسابق ثلاثة فرص منذ بداية اللعب، ولديه دقيقة واحدة لتنفيذ كل مهمة. إن لم يستطع إنهاء المهمة ضمن المدة الزمنية المحددة يخسر إحدى الفرص، وعندما يستنفذ جميعها يخرج من المسابقة. ويمكن للمتسابق اختيار الاستمرار في اللعب أم الانسحاب وأخذه الأرباح الموجودة في رصيده وذلك قبل أن يرى المهمة التالية التي قد ينفذها.
لدى المتسابقين ثلاثة محطات خلال المسابقة هم المهمة الأولى، الخامسة والثامنة بحيث إذا وصل إليهم يضمن المبلغ الذي سيحصل عليه من جراء تنفيذ المهمة ولن يخسره بحال عدم إنجاز المهمات اللاحقة. المحطات المضمون في المبلغ مظللة باللون الأخضر، وسلسلة الأرباح في هذه النسخة هي على الشكل التالي:
| المهمة  | قيمتها              |
| ------- | ------------------- |
| الأولى  | 500 دولار أمريكي    |
| الثانية | 1.500 دولار أمريكي  |
| الثالثة | 3.000 دولار أمريكي  |
| الرابعة | 5.000 دولار أمريكي  |
| الخامسة | 7.500 دولار أمريكي  |
| السادسة | 10.000 دولار أمريكي |
| السابعة | 20.000 ريال سعودي   |
| الثامنة | 40.000 ريال سعودي   |
| التاسعة | 75.000 ريال سعودي   |
| العاشرة | 150.000 ريال سعودي  |

قبل تسجيل حلقات المسابقة بأشهر، تم إجراء معسكر تدريب وتمرين مع جميع المتسابقون المختارون حول كيفية تنفيذ المهام التي سيواجهونها في البرنامج قبل مواجهتها بالأستوديو.